# Pierre de Villiers (rugby à XV)
Pour les articles homonymes, voir Pierre de Villiers et Villiers.
Pas d'image ? Cliquez ici

a Compétitions nationales et continentales officielles uniquement.

b Matchs officiels uniquement.
Pierre du Plessis de Villiers, né le 14 juin 1905 à Worcester et mort le 14 novembre 1975 à Paarl, est un joueur sud-africain de rugby à XV qui a joué avec l'équipe d'Afrique du Sud. Il évolue au poste de demi de mêlée. Il évolue avec la Western Province qui dispute la Currie Cup. 

## Biographie
Pierre de Villiers dispute à 23 ans son premier test match le 30 juin 1928 contre les All Blacks. Il joue son dernier test match également contre les All Blacks le 14 août 1937. De 1928 à 1938, il dispute 8 matchs avec les Springboks.
Les All Blacks font leur première tournée en Afrique du Sud en 1928. Cette tournée se solde par une égalité entre les deux équipes. Les Néo-Zélandais perdent à Durban (0-17) et à Port Elizabeth (6-11) mais l’emportent à Johannesbourg (7-6) et au Cap (13-5). Pierre de Villiers joue trois matchs. Les Sud-Africains font une tournée en Grande-Bretagne et en Irlande en 1931-1932. Ils battent le pays de Galles 8-3 à Swansea, ils l'emportent 8-3 contre l'Irlande. Ils gagnent le 2 janvier ensuite 7-0 contre l'Angleterre. Puis ils battent l'Écosse 6-3. C'est un grand chelem. Pierre de Villiers dispute un seul match, celui contre l'Angleterre. En 1937, les Springboks rendent visite d'abord  aux Wallabies (2-0), puis les Springboks remportent leur série contre les All Blacks (2-1) lors d'un passage en Nouvelle-Zélande. Les All Blacks remportent le premier test match mais s’inclinent lors des deux suivants. Ils ont affaire à forte partie car cette équipe d’Afrique du Sud de 1937 est parfois décrite comme la meilleure qui ait joué en Nouvelle-Zélande. Pierre de Villiers joue les deux premiers matchs contre les Australiens, puis participe à la défaite contre les All Blacks.
Pierre de Villiers affronte une sévère concurrence à son poste en la personne de Danie Craven.

## Statistiques en équipe nationale
- 8 test matchs avec l'équipe d'Afrique du Sud
- Sélections par année : 3 en 1928, 1 en 1932, 1 en 1933, 3 en 1937